# Handball-Europameisterschaft der Männer 2012

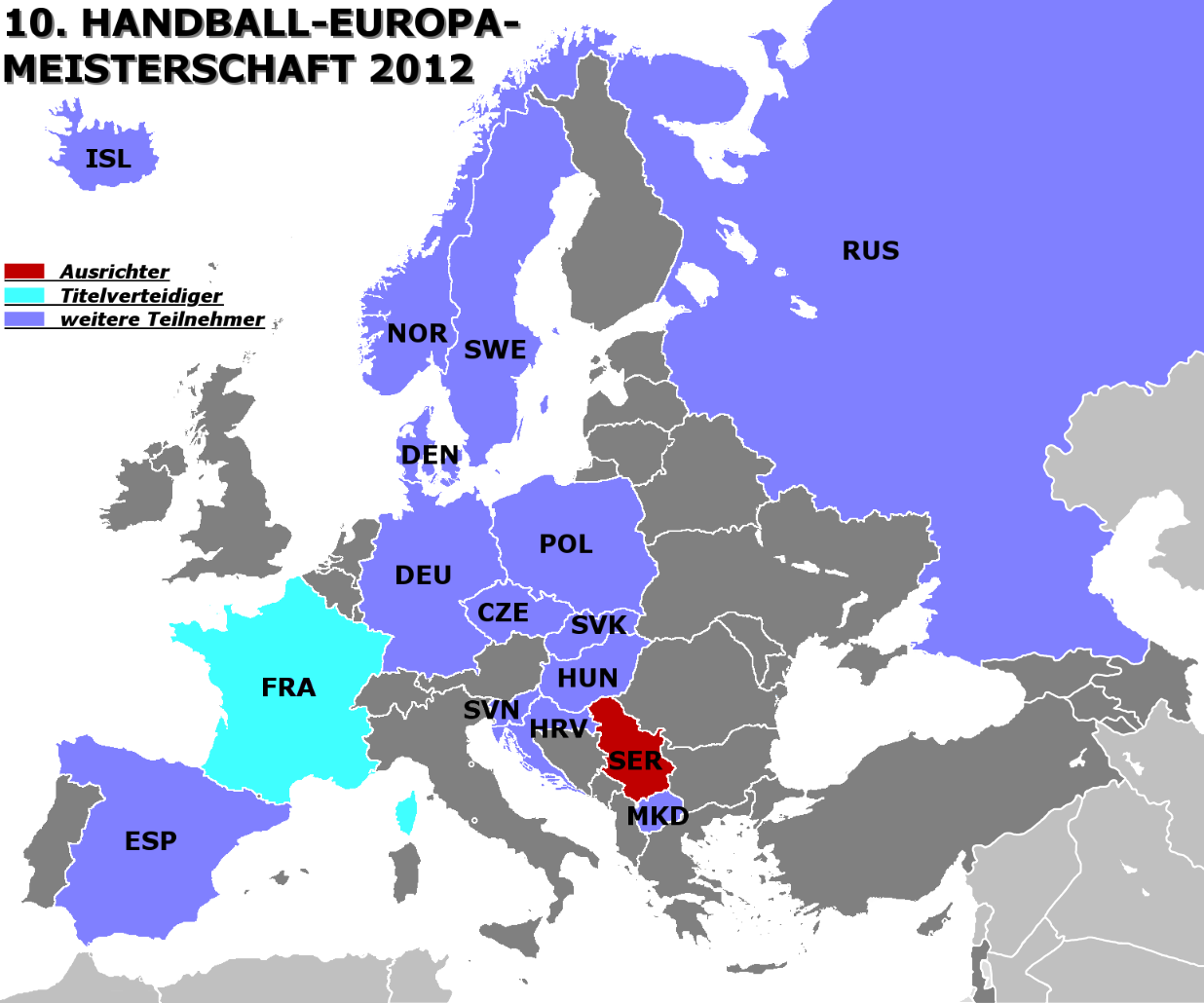
Teilnehmer an der Handball-Europameisterschaft 2012

Die 10. Handball-Europameisterschaft der Männer wurde vom 15. bis 29. Januar 2012 in Serbien ausgetragen. Veranstalter war die Europäische Handballföderation (EHF). Europameister wurde die Mannschaft Dänemarks, die Plätze zwei und drei belegten Serbien und Kroatien.
Die deutsche Nationalmannschaft schied in der Hauptrunde aus, die Teams aus Österreich und der Schweiz konnten sich nicht für die EM qualifizieren.

## Ausrichter
Der Kongress der Europäischen Handballföderation vergab die Veranstaltung während seiner Sitzung am 27. September 2008 in Wien an den Serbischen Handballverband. Dessen Kandidatur setzte sich in der finalen Abstimmung mit 26:23 Stimmen gegen die Bewerbung Frankreichs durch. Die Kandidatur des Deutschen Handballbundes war bereits zuvor gescheitert.

## Hallen
Als Schauplätze der Veranstaltung wurden folgende Hallen genutzt:
- Pionir-Halle in Belgrad
- Belgrad-Arena in Belgrad
- Sportzentrum SPENS in Novi Sad
- Čair-Halle in Niš
- Millennium Center in Vršac

| Vorrundenspiele          | Vorrundenspiele                    | Vorrundenspiele                | Vorrundenspiele        | Endrundenspiele             |
| ------------------------ | ---------------------------------- | ------------------------------ | ---------------------- | --------------------------- |
| Belgrad                  | Novi Sad                           | Vršac                          | Niš                    | Belgrad                     |
| Hala Pionir 8.150 Plätze | Velika dvorana SPENS 11.000 Plätze | Millennium Center 5.000 Plätze | Hala Čair 5.000 Plätze | Belgrad-Arena 20.000 Plätze |
|                          |                                    |                                |                        |                             |

## Teilnehmer
Von den 16 teilnehmenden Mannschaften war die serbische Mannschaft als Gastgeber direkt qualifiziert. Ebenfalls direkt qualifiziert war Frankreich als Gewinner der Handball-Europameisterschaft der Männer 2010 in Österreich.
Die Qualifikation für die verbleibenden 14 Teilnehmerplätze begann im Frühjahr 2010. Jeweils der Erste und Zweite der sieben Qualifikationsgruppen der zweiten Qualifikationsrunde nahm an der Europameisterschaft in Serbien teil. Die Auslosung der Gruppen für die erste Qualifikationsrunde fand am 31. Januar 2010 in Wien statt.
Für die Teilnahme am Turnier qualifizierten sich folgende Mannschaften:
| Land           | Qualifiziert als/aus | Datum der Qualifikation | Bisherige Teilnahmen an Europameisterschaften (fett = Europameister in dem jeweiligen Jahr) |
| -------------- | -------------------- | ----------------------- | ------------------------------------------------------------------------------------------- |
| Frankreich     | Titelverteidiger     | 31.01.2010              | 9 (1994, 1996, 1998, 2000, 2002, 2004, 2006, 2008, 2010)                                    |
| Serbien        | Gastgeber            | 27.09.2008              | 6 (1996, 1998, 2002, 2004, 2006, 2010)                                                      |
| Ungarn         | Gruppe 1             | 13.03.2011              | 7 (1994, 1996, 1998, 2004, 2006, 2008, 2010)                                                |
| Kroatien       | Gruppe 2             | 13.03.2011              | 9 (1994, 1996, 1998, 2000, 2002, 2004, 2006, 2008, 2010)                                    |
| Deutschland    | Gruppe 5             | 08.06.2011              | 9 (1994, 1996, 1998, 2000, 2002, 2004, 2006, 2008, 2010)                                    |
| Schweden       | Gruppe 4             | 08.06.2011              | 8 (1994, 1996, 1998, 2000, 2002, 2004, 2008, 2010)                                          |
| Norwegen       | Gruppe 6             | 08.06.2011              | 4 (2000, 2006, 2008, 2010)                                                                  |
| Dänemark       | Gruppe 7             | 08.06.2011              | 8 (1994, 1996, 2000, 2002, 2004, 2006, 2008, 2010)                                          |
| Russland       | Gruppe 7             | 08.06.2011              | 9 (1994, 1996, 1998, 2000, 2002, 2004, 2006, 2008, 2010)                                    |
| Spanien        | Gruppe 2             | 09.06.2011              | 9 (1994, 1996, 1998, 2000, 2002, 2004, 2006, 2008, 2010)                                    |
| Slowakei       | Gruppe 4             | 09.06.2011              | 2 (2006, 2008)                                                                              |
| Tschechien     | Gruppe 6             | 11.06.2011              | 6 (1996, 1998, 2002, 2004, 2008, 2010)                                                      |
| Nordmazedonien | Gruppe 1             | 12.06.2011              | 1 (1998)                                                                                    |
| Polen          | Gruppe 3             | 12.06.2011              | 5 (2002, 2004, 2006, 2008, 2010)                                                            |
| Slowenien      | Gruppe 3             | 12.06.2011              | 8 (1994, 1996, 2000, 2002, 2004, 2006, 2008, 2010)                                          |
| Island         | Gruppe 5             | 12.06.2011              | 6 (2000, 2002, 2004, 2006, 2008, 2010)                                                      |

→ Für die Kader der teilnehmenden Mannschaften siehe Handball-Europameisterschaft 2012/Kader

## Gruppenauslosung
Die Gruppenauslosung für das Finalturnier fand am 15. Juni 2011 in Belgrad statt.
Dabei waren die Mannschaften wie folgt eingeteilt:
- Topf 1: Frankreich, Kroatien (für Gruppe D, Position 1 gesetzt), Deutschland und Polen
- Topf 2: Dänemark, Norwegen, Ungarn (für Gruppe C, Position 2 gesetzt) und Schweden
- Topf 3: Serbien (für Gruppe A, Position 3 gesetzt), Island, Spanien und Tschechien
- Topf 4: Slowenien, Russland, Mazedonien (für Gruppe B, Position 4 gesetzt) und Slowakei

Die Auslosung ergab dann folgende Gruppen:
| Gruppe A Belgrad (Hala Pionir) | Gruppe B Niš             | Gruppe C Novi Sad | Gruppe D Vršac     |
| ------------------------------ | ------------------------ | ----------------- | ------------------ |
| Polen                          | Deutschland              | Frankreich        | Kroatien (gesetzt) |
| Dänemark                       | Schweden                 | Ungarn (gesetzt)  | Norwegen           |
| Serbien (gesetzt)              | Tschechien               | Spanien           | Island             |
| Slowakei                       | Nordmazedonien (gesetzt) | Russland          | Slowenien          |

## Vorrunde
In der Vorrunde spielte jede Mannschaft einer Gruppe einmal gegen jedes andere Team in der gleichen Gruppe. Die jeweils besten drei Mannschaften jeder Gruppe qualifizierten sich für die Hauptrunde, die Gruppenvierten schieden aus dem Turnier aus.

### Gruppe A
Die Spiele der Gruppe A wurden in der Hala Pionir in Belgrad ausgetragen.
| Pl. | Team     | Sp. | S | U | N | Tore    | Diff. | Pkt. | Anmerkung                       |
| --- | -------- | --- | - | - | - | ------- | ----- | ---- | ------------------------------- |
| 1.  | Serbien  | 3   | 2 | 1 | 0 | 067:061 | +06   | 5    | für die Hauptrunde qualifiziert |
| 2.  | Polen    | 3   | 2 | 0 | 1 | 086:072 | +14   | 4    | für die Hauptrunde qualifiziert |
| 3.  | Dänemark | 3   | 1 | 0 | 2 | 078:076 | +02   | 2    | für die Hauptrunde qualifiziert |
| 4.  | Slowakei | 3   | 0 | 1 | 2 | 070:092 | −22   | 1    |                                 |

### Gruppe B
Die Spiele der Gruppe B wurden in Niš ausgetragen.
| Pl. | Team           | Sp. | S | U | N | Tore    | Diff. | Pkt. | Anmerkung                       |
| --- | -------------- | --- | - | - | - | ------- | ----- | ---- | ------------------------------- |
| 1.  | Deutschland    | 3   | 2 | 0 | 1 | 077:074 | +03   | 4    | für die Hauptrunde qualifiziert |
| 2.  | Nordmazedonien | 3   | 1 | 1 | 1 | 076:071 | +05   | 3    | für die Hauptrunde qualifiziert |
| 3.  | Schweden       | 3   | 1 | 1 | 1 | 083:084 | −01   | 3    | für die Hauptrunde qualifiziert |
| 4.  | Tschechien     | 3   | 1 | 0 | 2 | 077:084 | −07   | 2    |                                 |

### Gruppe C
Die Spiele der Gruppe C wurden in Novi Sad ausgetragen.
| Pl. | Team       | Sp. | S | U | N | Tore    | Diff. | Pkt. | Anmerkung                       |
| --- | ---------- | --- | - | - | - | ------- | ----- | ---- | ------------------------------- |
| 1.  | Spanien    | 3   | 2 | 1 | 0 | 083:077 | +06   | 5    | für die Hauptrunde qualifiziert |
| 2.  | Ungarn     | 3   | 1 | 2 | 0 | 081:078 | +03   | 4    | für die Hauptrunde qualifiziert |
| 3.  | Frankreich | 3   | 1 | 0 | 2 | 077:079 | −02   | 2    | für die Hauptrunde qualifiziert |
| 4.  | Russland   | 3   | 0 | 1 | 2 | 082:089 | −07   | 1    |                                 |

### Gruppe D
Die Spiele der Gruppe D wurden in Vršac ausgetragen.
| Pl. | Team      | Sp. | S | U | N | Tore    | Diff. | Pkt. | Anmerkung                       |
| --- | --------- | --- | - | - | - | ------- | ----- | ---- | ------------------------------- |
| 1.  | Kroatien  | 3   | 3 | 0 | 0 | 088:078 | +10   | 6    | für die Hauptrunde qualifiziert |
| 2.  | Slowenien | 3   | 1 | 0 | 2 | 090:091 | −01   | 2    | für die Hauptrunde qualifiziert |
| 3.  | Island    | 3   | 1 | 0 | 2 | 095:097 | −02   | 2    | für die Hauptrunde qualifiziert |
| 4.  | Norwegen  | 3   | 1 | 0 | 2 | 080:087 | −07   | 2    |                                 |

## Hauptrunde
In der Hauptrunde spielten die drei besten Mannschaften der Vorrundengruppen A und B in der Gruppe I und die drei besten Mannschaften der Gruppen C und D in der Gruppe II, wobei jede Mannschaft nur gegen die drei Teams der anderen Vorrundengruppe spielte; die Ergebnisse gegen die beiden Mannschaften aus der eigenen Vorrundengruppe wurden in die Hauptrunde mitgenommen. Die beiden besten Mannschaften jeder Hauptrundengruppe qualifizierten sich für das Halbfinale, die beiden Gruppendritten für das Spiel um Platz 5.
Bei Punktegleichstand entschied der direkte Vergleich zwischen den punktgleichen Mannschaften.

### Gruppe I

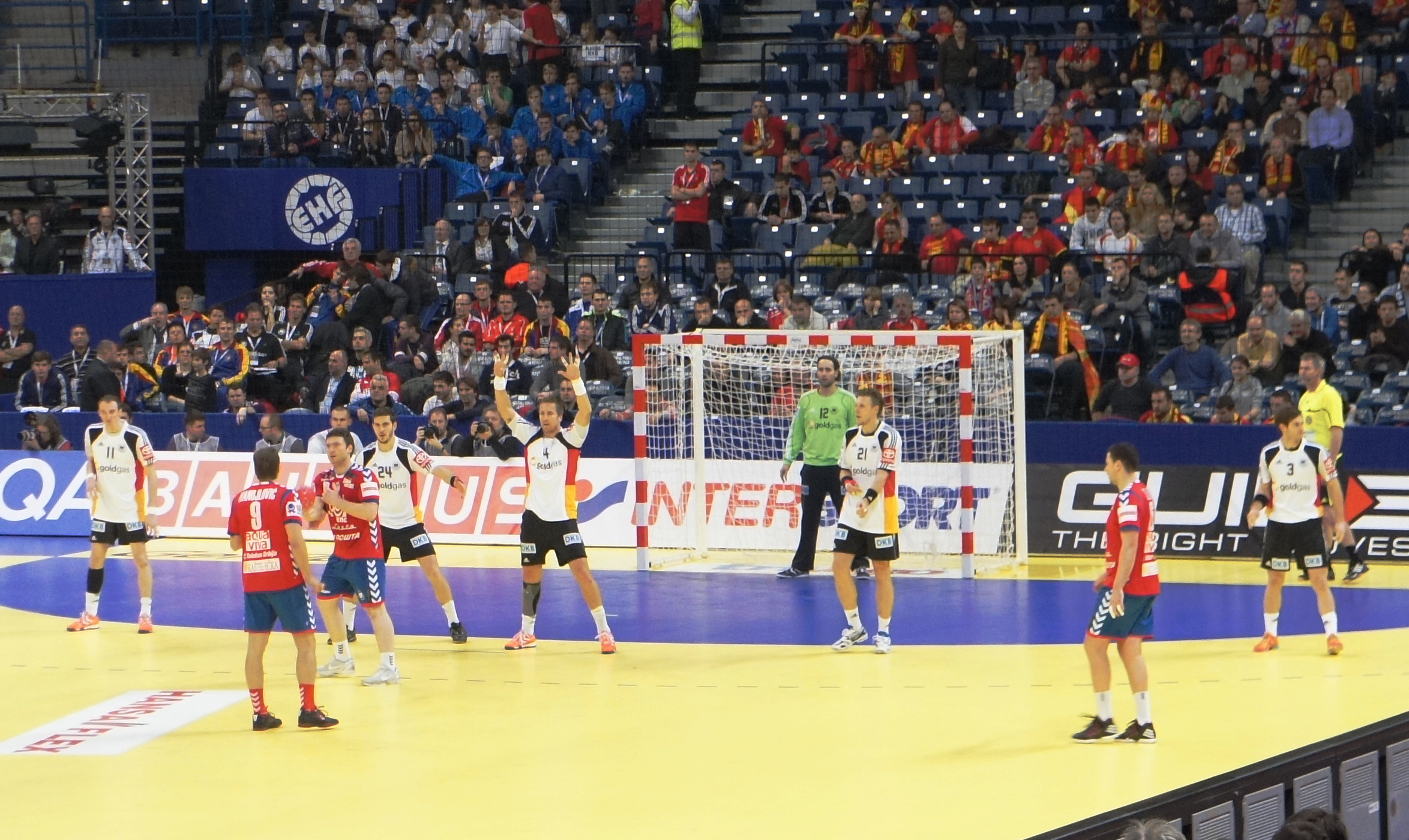
Die deutsche Abwehr bei der Ausführung eines Freiwurfs von Serbien.

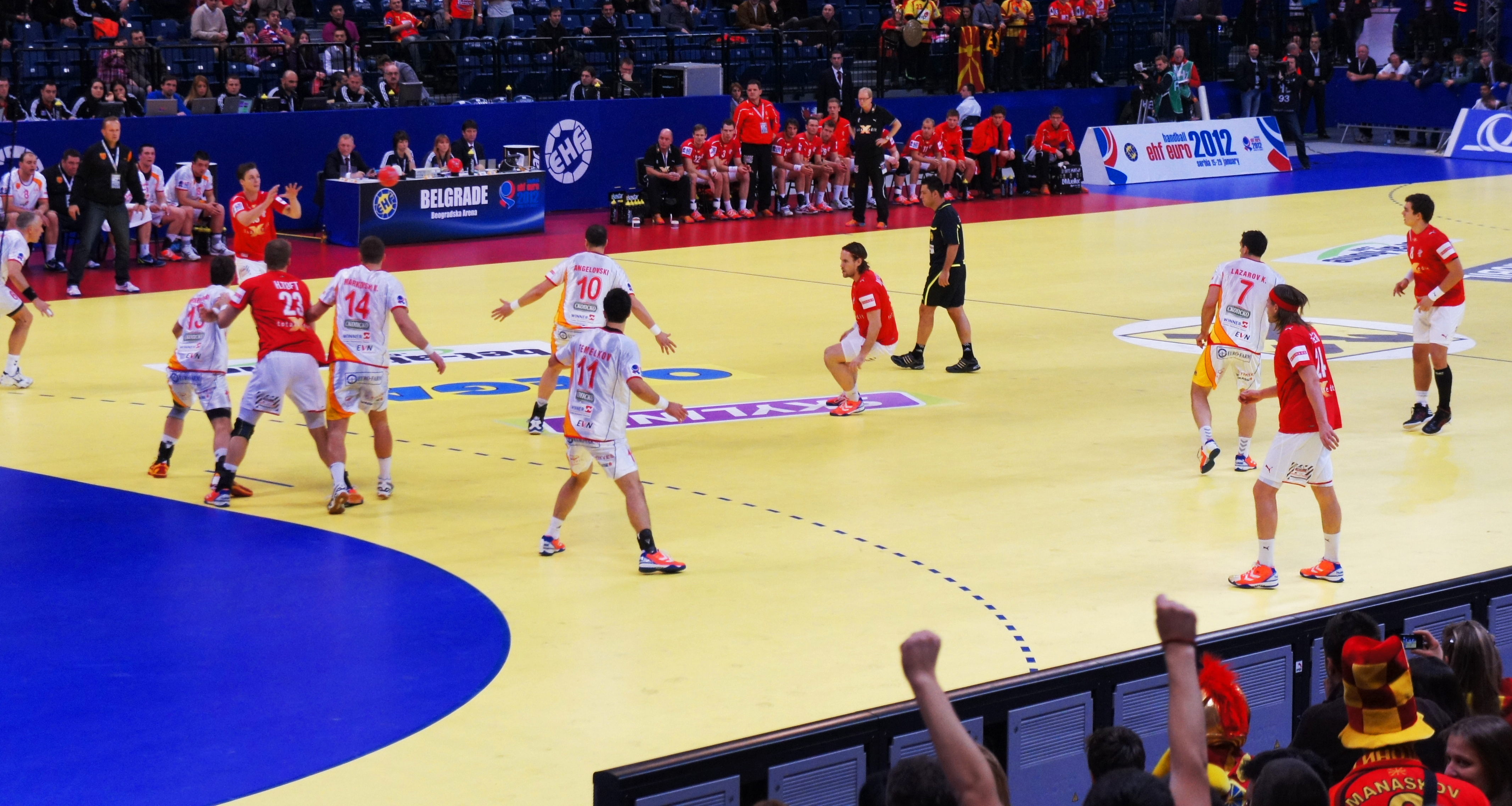
Spielszene aus der Begegnung Dänemark gegen Mazedonien in der Belgrad-Arena.

Alle Spiele der Gruppe I wurden vom 21. bis 25. Januar 2012 in der Belgrad-Arena in Belgrad ausgetragen.
| Pl. | Team           | Sp. | S | U | N | Tore    | Diff. | Pkt. | Anmerkung                             |
| --- | -------------- | --- | - | - | - | ------- | ----- | ---- | ------------------------------------- |
| 1.  | Serbien        | 5   | 3 | 1 | 1 | 110:104 | +06   | 7    | für das Halbfinale qualifiziert       |
| 2.  | Dänemark       | 5   | 3 | 0 | 2 | 140:133 | +07   | 6    | für das Halbfinale qualifiziert       |
| 3.  | Nordmazedonien | 5   | 2 | 1 | 2 | 130:127 | +03   | 5    | für das Spiel um Platz 5 qualifiziert |
| 4.  | Deutschland    | 5   | 2 | 1 | 2 | 132:129 | +03   | 5    | ausgeschieden                         |
| 5.  | Polen          | 5   | 2 | 1 | 2 | 132:136 | −04   | 5    | ausgeschieden                         |
| 6.  | Schweden       | 5   | 0 | 2 | 3 | 124:141 | −15   | 2    | ausgeschieden                         |

### Gruppe II
Alle Spiele der Gruppe II wurden vom 22. bis 25. Januar 2012 im Sportzentrum SPENS in Novi Sad ausgetragen.
| Pl. | Team       | Sp. | S | U | N | Tore    | Diff. | Pkt. | Anmerkung                             |
| --- | ---------- | --- | - | - | - | ------- | ----- | ---- | ------------------------------------- |
| 1.  | Spanien    | 5   | 4 | 1 | 0 | 143:130 | +13   | 9    | für das Halbfinale qualifiziert       |
| 2.  | Kroatien   | 5   | 3 | 1 | 1 | 124:128 | +09   | 7    | für das Halbfinale qualifiziert       |
| 3.  | Slowenien  | 5   | 2 | 0 | 3 | 153:156 | −03   | 4    | für das Spiel um Platz 5 qualifiziert |
| 4.  | Ungarn     | 5   | 1 | 2 | 2 | 125:130 | −05   | 4    | ausgeschieden                         |
| 5.  | Island     | 5   | 1 | 1 | 3 | 143:146 | −03   | 3    | ausgeschieden                         |
| 6.  | Frankreich | 5   | 1 | 1 | 3 | 128:139 | −11   | 3    | ausgeschieden                         |

## Halbfinale
Beide Halbfinalspiele wurden am 27. Januar 2012 in der Belgrad-Arena in Belgrad ausgetragen.
| 27. Januar 2012 | 27. Januar 2012 | 27. Januar 2012 | 27. Januar 2012 | 27. Januar 2012 |
| --------------- | --- | --- | --- | --- |
| 17:45 Uhr       | Dänemark | – | Spanien | 25:24 (12:10) |
| Tore:           | Lauge Schmidt 6, Hansen 4, R. Toft Hansen 4, Eggert Jensen 3 (1), Mogensen 3, H. Toft Hansen 2, L. Christiansen 1, Lindberg 1, Svan Hansen 1 / Aguinagalde 5, Maqueda 4, R. Entrerrios 3, Romero 2 (2), Sarmiento 2, Tomás 2, Ugalde 2, García 1, García Parrondo 1, Gurbindo 1, Morros 1 | Lauge Schmidt 6, Hansen 4, R. Toft Hansen 4, Eggert Jensen 3 (1), Mogensen 3, H. Toft Hansen 2, L. Christiansen 1, Lindberg 1, Svan Hansen 1 / Aguinagalde 5, Maqueda 4, R. Entrerrios 3, Romero 2 (2), Sarmiento 2, Tomás 2, Ugalde 2, García 1, García Parrondo 1, Gurbindo 1, Morros 1 | Lauge Schmidt 6, Hansen 4, R. Toft Hansen 4, Eggert Jensen 3 (1), Mogensen 3, H. Toft Hansen 2, L. Christiansen 1, Lindberg 1, Svan Hansen 1 / Aguinagalde 5, Maqueda 4, R. Entrerrios 3, Romero 2 (2), Sarmiento 2, Tomás 2, Ugalde 2, García 1, García Parrondo 1, Gurbindo 1, Morros 1 | Lauge Schmidt 6, Hansen 4, R. Toft Hansen 4, Eggert Jensen 3 (1), Mogensen 3, H. Toft Hansen 2, L. Christiansen 1, Lindberg 1, Svan Hansen 1 / Aguinagalde 5, Maqueda 4, R. Entrerrios 3, Romero 2 (2), Sarmiento 2, Tomás 2, Ugalde 2, García 1, García Parrondo 1, Gurbindo 1, Morros 1 |
|                 | 14.000 Zuschauer – Schiedsrichter: Nenad Krstić und Peter Ljubič (SLO) | | | |
| 20:15 Uhr       | Serbien | – | Kroatien | 26:22 (13:14) |
| Tore:           | Ilić 8 (4), Vujin 6, Nikčević 4, Toskić 3, Stanković 3, Manojlović 1, Prodanović 1 / Kopljar 7, Vori 4, Čupić 3 (2), Lacković 3, Balić 2, Buntić 1, Horvat 1, Ninčević 1 | Ilić 8 (4), Vujin 6, Nikčević 4, Toskić 3, Stanković 3, Manojlović 1, Prodanović 1 / Kopljar 7, Vori 4, Čupić 3 (2), Lacković 3, Balić 2, Buntić 1, Horvat 1, Ninčević 1 | Ilić 8 (4), Vujin 6, Nikčević 4, Toskić 3, Stanković 3, Manojlović 1, Prodanović 1 / Kopljar 7, Vori 4, Čupić 3 (2), Lacković 3, Balić 2, Buntić 1, Horvat 1, Ninčević 1 | Ilić 8 (4), Vujin 6, Nikčević 4, Toskić 3, Stanković 3, Manojlović 1, Prodanović 1 / Kopljar 7, Vori 4, Čupić 3 (2), Lacković 3, Balić 2, Buntić 1, Horvat 1, Ninčević 1 |
|                 | 20.000 Zuschauer – Schiedsrichter: Nordine Lazaar und Laurent Reveret (FRA) | | | |

## Finalspiele
Die Ränge 7 bis 16 ergaben sich aus den Gruppenplatzierungen und wurden, anders als bei Weltmeisterschaften, nicht einzeln ausgespielt. Wären allerdings die Platzierungen 7./8. oder 9./10. bedeutsam für die Zulassung zu den Olympiaqualifikationsturnieren gewesen, wäre das betreffende Platzierungsspiel im Gegensatz zur ursprünglichen Turnierplanung kurzfristig anberaumt und ausgespielt worden; dies war nicht der Fall.
Das Endspiel sowie das Spiel um Platz 3 wurden am 29. Januar 2012 in der Belgrad-Arena in Belgrad ausgetragen.

### Spiel um Platz 5
| 27. Januar 2012 | 27. Januar 2012 | 27. Januar 2012 | 27. Januar 2012 | 27. Januar 2012 |
| --------------- | --- | --- | --- | --- |
| 15:15 Uhr       | Nordmazedonien | – | Slowenien | 28:27 (16:12) |
| Tore:           | K. Lazarov 8 (2), Stoilov 6, Alušovski 4, Temelkov 3, Mirkulovski 3, Mojsovski 2, Dimovski 1, F. Lazarov 1 / Dolenec 7, L. Žvižej 6 (2), Brumen 4 (1), Gajič 4 (2), Zorman 4, Dobelšek 1, Špiler 1 | K. Lazarov 8 (2), Stoilov 6, Alušovski 4, Temelkov 3, Mirkulovski 3, Mojsovski 2, Dimovski 1, F. Lazarov 1 / Dolenec 7, L. Žvižej 6 (2), Brumen 4 (1), Gajič 4 (2), Zorman 4, Dobelšek 1, Špiler 1 | K. Lazarov 8 (2), Stoilov 6, Alušovski 4, Temelkov 3, Mirkulovski 3, Mojsovski 2, Dimovski 1, F. Lazarov 1 / Dolenec 7, L. Žvižej 6 (2), Brumen 4 (1), Gajič 4 (2), Zorman 4, Dobelšek 1, Špiler 1 | K. Lazarov 8 (2), Stoilov 6, Alušovski 4, Temelkov 3, Mirkulovski 3, Mojsovski 2, Dimovski 1, F. Lazarov 1 / Dolenec 7, L. Žvižej 6 (2), Brumen 4 (1), Gajič 4 (2), Zorman 4, Dobelšek 1, Špiler 1 |
|                 | 5.500 Zuschauer – Schiedsrichter: Óscar Raluy und Ángel Sabroso (ESP) | | | |

### Spiel um Platz 3
| 29. Januar 2012 | 29. Januar 2012 | 29. Januar 2012 | 29. Januar 2012 | 29. Januar 2012 |
| --------------- | --- | --- | --- | --- |
| 14:30 Uhr       | Spanien | – | Kroatien | 27:31 (12:13) |
| Tore:           | Sarmiento 7, Romero 6 (5), Tomás 4, García Parrondo 3 (1), Aguinagalde 2, A. Entrerríos 1, Gurbindo 1, Maqueda 1, R. Entrerríos 1, Cañellas 1 / Čupić 7 (3), Lacković 7, Vori 6, Kopljar 4, Ninčević 4, Balić 1, Gojun 1, Vuković 1 | Sarmiento 7, Romero 6 (5), Tomás 4, García Parrondo 3 (1), Aguinagalde 2, A. Entrerríos 1, Gurbindo 1, Maqueda 1, R. Entrerríos 1, Cañellas 1 / Čupić 7 (3), Lacković 7, Vori 6, Kopljar 4, Ninčević 4, Balić 1, Gojun 1, Vuković 1 | Sarmiento 7, Romero 6 (5), Tomás 4, García Parrondo 3 (1), Aguinagalde 2, A. Entrerríos 1, Gurbindo 1, Maqueda 1, R. Entrerríos 1, Cañellas 1 / Čupić 7 (3), Lacković 7, Vori 6, Kopljar 4, Ninčević 4, Balić 1, Gojun 1, Vuković 1 | Sarmiento 7, Romero 6 (5), Tomás 4, García Parrondo 3 (1), Aguinagalde 2, A. Entrerríos 1, Gurbindo 1, Maqueda 1, R. Entrerríos 1, Cañellas 1 / Čupić 7 (3), Lacković 7, Vori 6, Kopljar 4, Ninčević 4, Balić 1, Gojun 1, Vuković 1 |
|                 | 8.500 Zuschauer – Schiedsrichter: Lars Geipel und Marcus Helbig (DEU) | | | |

### Endspiel um den Europameistertitel 2012
| 29. Januar 2012 | 29. Januar 2012 | 29. Januar 2012 | 29. Januar 2012 | 29. Januar 2012 |
| --------------- | --- | --- | --- | --- |
| 17:00 Uhr       | Serbien | – | Dänemark | 19:21 (7:9) |
| Tore:           | Prodanović 4, Vučković 3, Vujin 2 (1), Ilić 2 (1), Nikčević 2, Toskić 2, Stojković 2, Manojlović 1, Beljanski 1 / Hansen 9, Eggert Jensen 3 (1), Lauge Schmidt 2, Markussen 2, Lindberg 2, Spellerberg 1, R. Toft Hansen 1, Søndergaard Sarup 1 | Prodanović 4, Vučković 3, Vujin 2 (1), Ilić 2 (1), Nikčević 2, Toskić 2, Stojković 2, Manojlović 1, Beljanski 1 / Hansen 9, Eggert Jensen 3 (1), Lauge Schmidt 2, Markussen 2, Lindberg 2, Spellerberg 1, R. Toft Hansen 1, Søndergaard Sarup 1 | Prodanović 4, Vučković 3, Vujin 2 (1), Ilić 2 (1), Nikčević 2, Toskić 2, Stojković 2, Manojlović 1, Beljanski 1 / Hansen 9, Eggert Jensen 3 (1), Lauge Schmidt 2, Markussen 2, Lindberg 2, Spellerberg 1, R. Toft Hansen 1, Søndergaard Sarup 1 | Prodanović 4, Vučković 3, Vujin 2 (1), Ilić 2 (1), Nikčević 2, Toskić 2, Stojković 2, Manojlović 1, Beljanski 1 / Hansen 9, Eggert Jensen 3 (1), Lauge Schmidt 2, Markussen 2, Lindberg 2, Spellerberg 1, R. Toft Hansen 1, Søndergaard Sarup 1 |
|                 | 19.800 Zuschauer – Schiedsrichter: Kenneth Abrahamsen und Arne Kristiansen (NOR) | | | |

## Schiedsrichter
Von der EHF wurden für die Europameisterschaft 15 Schiedsrichterpaare nominiert, von denen jedoch nur zwölf zum Einsatz kamen.
Die Einsätze waren:
| Land           | Bild                                                                             | Name                 | Geburts- datum | Einsätze                                  | Einsätze                                    | Einsätze                                    | Einsätze                                    |
| Land           | Bild                                                                             | Name                 | Geburts- datum | Vorrunde                                  | Hauptrunde                                  | Halbfinale                                  | Finalspiele                                 |
| -------------- | -------------------------------------------------------------------------------- | -------------------- | -------------- | ----------------------------------------- | ------------------------------------------- | ------------------------------------------- | ------------------------------------------- |
| Land           | Bild                                                                             | Name                 | Geburts- datum | Gruppe / Spiel                            | Gruppe / Spiel                              | Halbfinale                                  | Finalspiele                                 |
| Dänemark       |                                                                                  | Per Olesen           | 21.07.1968     | D / ISL – NOR                             | Durch Verletzung von Pedersen ausgeschieden | Durch Verletzung von Pedersen ausgeschieden | Durch Verletzung von Pedersen ausgeschieden |
| Dänemark       | Lars Ejby Pedersen                                                               | 03.06.1965           |                | D / ISL – NOR                             | Durch Verletzung von Pedersen ausgeschieden | Durch Verletzung von Pedersen ausgeschieden | Durch Verletzung von Pedersen ausgeschieden |
| Deutschland    |                                                                                  | Lars Geipel          | 05.03.1975     | D / CRO – ISL C / ESP – HUN D / ISL – SLO | II / HUN – SLO II / ESP – SLO               | —                                           | um Platz 3                                  |
| Deutschland    | Marcus Helbig                                                                    | 27.12.1971           |                | D / CRO – ISL C / ESP – HUN D / ISL – SLO | II / HUN – SLO II / ESP – SLO               | —                                           | um Platz 3                                  |
| Frankreich     |                                                                                  | Nordine Lazaar       | 19.09.1976     | B / SWE – MKD A / SRB – DEN               | I / POL – SWE                               | SRB – CRO                                   | —                                           |
| Frankreich     | Laurent Reveret                                                                  | 25.06.1976           |                | B / SWE – MKD A / SRB – DEN               | I / POL – SWE                               | SRB – CRO                                   | —                                           |
| Island         |                                                                                  | Hlynur Leifsson      |                | B / MKD – DEU A / POL – DEN               | I / POL – MKD                               | —                                           | —                                           |
| Island         | Anton Gylfi Pálsson                                                              |                      |                | B / MKD – DEU A / POL – DEN               | I / POL – MKD                               | —                                           | —                                           |
| Nordmazedonien |                                                                                  | Slave Nikolov        |                | D / SLO – CRO C / FRA – HUN               | II / ESP – ISL                              | —                                           | —                                           |
| Nordmazedonien | Gjorgji Načevski                                                                 |                      |                | D / SLO – CRO C / FRA – HUN               | II / ESP – ISL                              | —                                           | —                                           |
| Norwegen       |                                                                                  | Kenneth Abrahamsen   | 02.05.1963     | B / DEU – CZE B / CZE – MKD               | I / SRB – DEU II / FRA – CRO I / SRB – MKD  | —                                           | Finale                                      |
| Norwegen       | Arne M. Kristiansen                                                              | 25.10.1962           |                | B / DEU – CZE B / CZE – MKD               | I / SRB – DEU II / FRA – CRO I / SRB – MKD  | —                                           | Finale                                      |
| Rumänien       |                                                                                  | Sorin-Laurenţiu Dinu | 21.12.1967     | C / FRA – ESP D / CRO – NOR               | II / FRA – SLO II / HUN – CRO               | —                                           | —                                           |
| Rumänien       | Constantin Din                                                                   | 29.11.1968           |                | C / FRA – ESP D / CRO – NOR               | II / FRA – SLO II / HUN – CRO               | —                                           | —                                           |
| Russland       |                                                                                  | Jewgeni Sotin        |                | A / DEN – SVK A / SRB – SVK               | —                                           | —                                           | —                                           |
| Russland       | Nikolai Wolodkow                                                                 |                      |                | A / DEN – SVK A / SRB – SVK               | —                                           | —                                           | —                                           |
| Serbien        |                                                                                  | Nenad Nikolić        | 10.08.1976     | C / HUN – RUS C / ESP – RUS               | II / HUN – ISL II / FRA – ISL               | —                                           | —                                           |
| Serbien        | Dušan Stojković                                                                  | 16.03.1979           |                | C / HUN – RUS C / ESP – RUS               | II / HUN – ISL II / FRA – ISL               | —                                           | —                                           |
| Slowenien      |                                                                                  | Nenad Krstić         |                | A / SVK – POL B / DEU – SWE               | I / DEN – DEU I / DEN – SWE                 | DEN – ESP                                   | —                                           |
| Slowenien      | Peter Ljubič                                                                     |                      |                | A / SVK – POL B / DEU – SWE               | I / DEN – DEU I / DEN – SWE                 | DEN – ESP                                   | —                                           |
| Spanien        |                                                                                  | Óscar Raluy López    |                | A / POL – SRB B / CZE – SWE               | I / DEN – MKD I / SRB – SWE I / POL – DEU   | —                                           | um Platz 5                                  |
| Spanien        | Ángel Sabroso Ramírez                                                            |                      |                | A / POL – SRB B / CZE – SWE               | I / DEN – MKD I / SRB – SWE I / POL – DEU   | —                                           | um Platz 5                                  |
| Tschechien     |                                                                                  | Václav Horáček       | 30.01.1978     | D / NOR – SLO C / RUS – FRA               | II / ESP – CRO                              | —                                           | —                                           |
| Tschechien     | Jiří Novotný                                                                     | 25.09.1979           |                | D / NOR – SLO C / RUS – FRA               | II / ESP – CRO                              | —                                           | —                                           |
| Reserveteams   |                                                                                  |                      |                |                                           |                                             |                                             |                                             |
| Portugal       |                                                                                  | Ivan Caçador         | 27.07.1981     | Reserve                                   | —                                           | —                                           | —                                           |
| Portugal       | Eurico Nicolau                                                                   | 23.10.1981           |                | Reserve                                   | —                                           | —                                           | —                                           |
| Slowakei       |                                                                                  | Michal Baďura        |                | Reserve                                   | —                                           | —                                           | —                                           |
| Slowakei       | Jaroslav Ondogrecula                                                             |                      |                | Reserve                                   | —                                           | —                                           | —                                           |
| Ungarn         |                                                                                  | Péter Horváth        |                | Reserve                                   | —                                           | —                                           | —                                           |
| Ungarn         | Balázs Márton                                                                    |                      |                | Reserve                                   | —                                           | —                                           | —                                           |
|                | Anmerkung: der erstgenannte Schiedsrichter steht links, der zweitgenannte rechts |                      |                |                                           |                                             |                                             |                                             |

## Endstand der Handball-Europameisterschaft 2012
Die besten drei Mannschaften der EM 2012 qualifizierten sich direkt für die Handball-Weltmeisterschaft 2013 in Spanien. Erstmals ist der Gewinner der Europameisterschaft nicht direkt für die folgende EM qualifiziert; allerdings ist der diesjährige Sieger Dänemark qualifiziert als Gastgeber der Handball-Europameisterschaft 2014.
| Platz | Team           | Spiele | Tore    | Tordiff. | Anmerkung                                      |  |
| ----- | -------------- | ------ | ------- | -------- | ---------------------------------------------- |  |
| 01.   | Dänemark       | 8      | 216:201 | +15      |                                                |  |
| 02.   | Serbien        | 8      | 176:168 | +08      |                                                |  |
| 03.   | Kroatien       | 8      | 216:201 | +15      |                                                |  |
| 04.   | Spanien        | 8      | 224:213 | +11      |                                                |  |
|       |                |        |         |          |                                                |  |
| 05.   | Nordmazedonien | 7      | 185:175 | +10      | für die Olympiaqualifikation 2012 qualifiziert |  |
| 06.   | Slowenien      | 7      | 207:212 | −05      |                                                |  |
|       |                |        |         |          |                                                |  |
| 07.   | Deutschland    | 6      | 156:156 | ±0       | nach der Hauptrunde ausgeschieden              |  |
| 08.   | Ungarn         | 6      | 156:161 | −05      | nach der Hauptrunde ausgeschieden              |  |
| 09.   | Polen          | 6      | 173:160 | +13      | nach der Hauptrunde ausgeschieden              |  |
| 10.   | Island         | 6      | 177:178 | −01      | nach der Hauptrunde ausgeschieden              |  |
| 11.   | Frankreich     | 6      | 156:163 | −07      | nach der Hauptrunde ausgeschieden              |  |
| 12.   | Schweden       | 6      | 158:169 | −11      | nach der Hauptrunde ausgeschieden              |  |
|       |                |        |         |          |                                                |  |
| 13.   | Norwegen       | 3      | 080:087 | −07      | nach der Vorrunde ausgeschieden                |  |
| 14.   | Tschechien     | 3      | 077:084 | −07      | nach der Vorrunde ausgeschieden                |  |
| 15.   | Russland       | 3      | 082:089 | −07      | nach der Vorrunde ausgeschieden                |  |
| 16.   | Slowakei       | 3      | 070:092 | −22      | nach der Vorrunde ausgeschieden                |  |

## Torschützentabelle

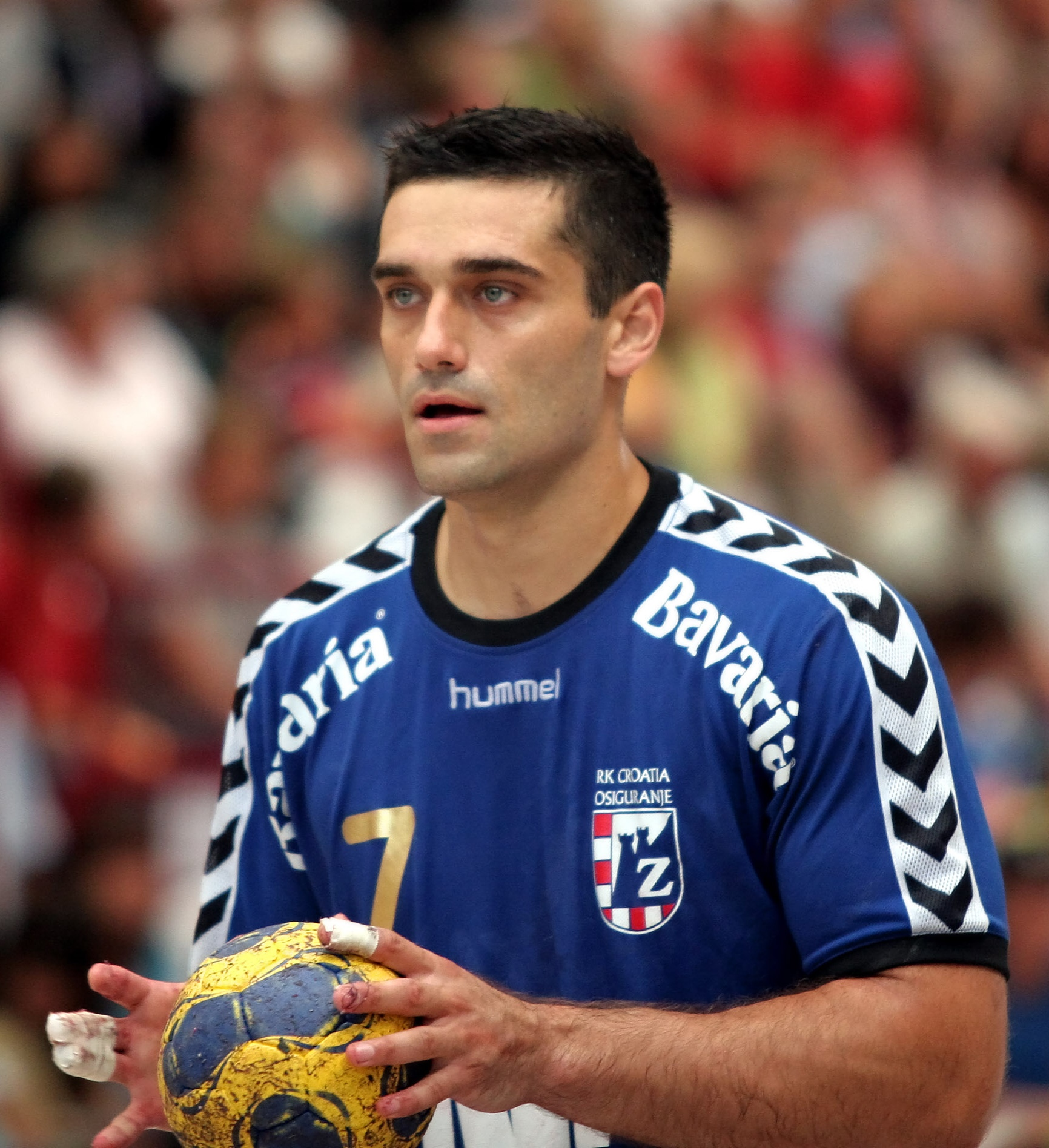
Kiril Lazarov, der Torschützenkönig der EM 2012.

Mit seinen 61 Toren wurde der Mazedonier Kiril Lazarov Torschützenkönig. Damit hat er den bisherigen EM-Rekord aus dem Jahr 2002, den der Schwede Stefan Lövgren und der Isländer Ólafur Stefánsson mit jeweils 57 Treffern innehatten, um vier Tore überboten.
Endstand nach dem Finale am 29. Januar 2012
| Rang | Name                    | Land        | Spiele | Tore | Würfe | Effizienz |
| ---- | ----------------------- | ----------- | ------ | ---- | ----- | --------- |
| 1    | Kiril Lazarov           | Mazedonien  | 7      | 61   | 114   | 54 %      |
| 2    | Dragan Gajič            | Slowenien   | 7      | 48   | 067   | 72 %      |
| 3    | Mikkel Hansen           | Dänemark    | 8      | 45   | 089   | 51 %      |
| 4    | Gábor Császár           | Ungarn      | 6      | 43   | 068   | 63 %      |
| 5    | Ivan Čupić              | Kroatien    | 8      | 42   | 055   | 76 %      |
| 6    | Guðjón Valur Sigurðsson | Island      | 6      | 41   | 063   | 65 %      |
| 7    | Momir Ilić              | Serbien     | 8      | 34   | 072   | 47 %      |
| 8    | Niclas Ekberg           | Schweden    | 6      | 33   | 051   | 65 %      |
| 9    | Blaženko Lacković       | Kroatien    | 8      | 32   | 056   | 57 %      |
| 10   | Jure Dolenec            | Slowenien   | 7      | 30   | 047   | 64 %      |
| 10   | Luka Žvižej             | Slowenien   | 7      | 30   | 041   | 73 %      |
| 10   | Anders Eggert           | Dänemark    | 8      | 30   | 039   | 77 %      |
| 14   | Hans Lindberg           | Dänemark    | 7      | 27   | 041   | 66 %      |
| 14   | Marko Vujin             | Serbien     | 7      | 27   | 064   | 42 %      |
| 15   | Stojanče Stoilov        | Mazedonien  | 7      | 27   | 034   | 79 %      |
| 16   | Kim Ekdahl Du Rietz     | Schweden    | 6      | 26   | 050   | 52 %      |
| 16   | Uwe Gensheimer          | Deutschland | 6      | 26   | 047   | 55 %      |
| 16   | Joan Cañellas           | Spanien     | 8      | 26   | 039   | 67 %      |
| 16   | Iker Romero             | Spanien     | 8      | 26   | 040   | 65 %      |
| 20   | Henrik Lundström        | Schweden    | 6      | 25   | 033   | 76 %      |
| 20   | Marko Kopljar           | Kroatien    | 8      | 25   | 037   | 68 %      |

## All-Star-Team
Vor dem Endspiel wurden die nachfolgenden Spieler für ihre Leistungen ausgezeichnet und in das All-Star-Team gewählt.

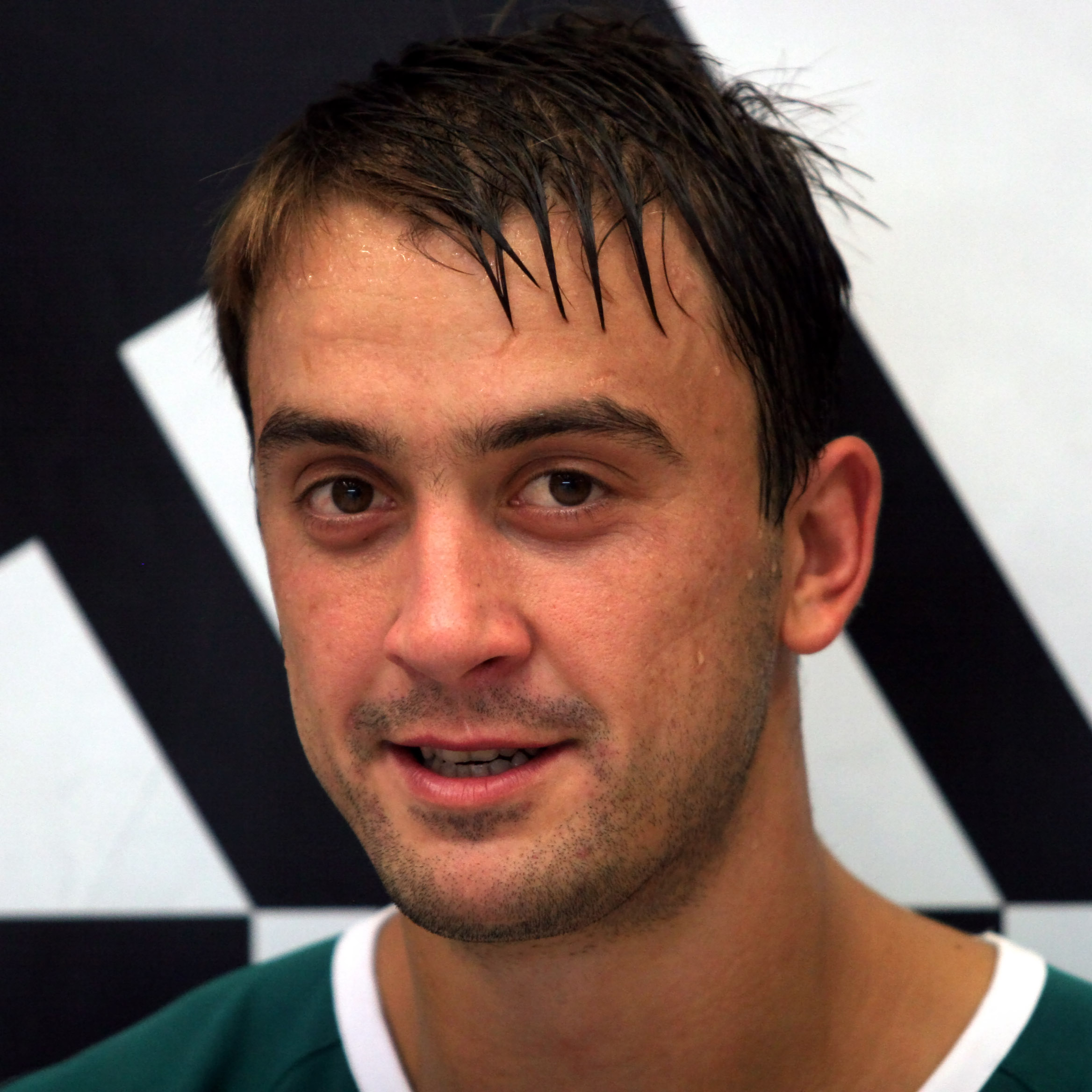
Momir Ilić, wertvollster Spieler der EM 2012

| Position                    | Name                    | Land        |
| --------------------------- | ----------------------- | ----------- |
| Tor:                        | Darko Stanić            | Serbien     |
| Linksaußen:                 | Guðjón Valur Sigurðsson | Island      |
| Rückraum links:             | Mikkel Hansen           | Dänemark    |
| Rückraum Mitte:             | Uroš Zorman             | Slowenien   |
| Rückraum rechts:            | Marko Kopljar           | Kroatien    |
| Rechtsaußen:                | Christian Sprenger      | Deutschland |
| Kreis:                      | René Toft Hansen        | Dänemark    |
| Bester Abwehrspieler:       | Viran Morros            | Spanien     |
| Wertvollster Spieler (MVP): | Momir Ilić              | Serbien     |

## Maskottchen

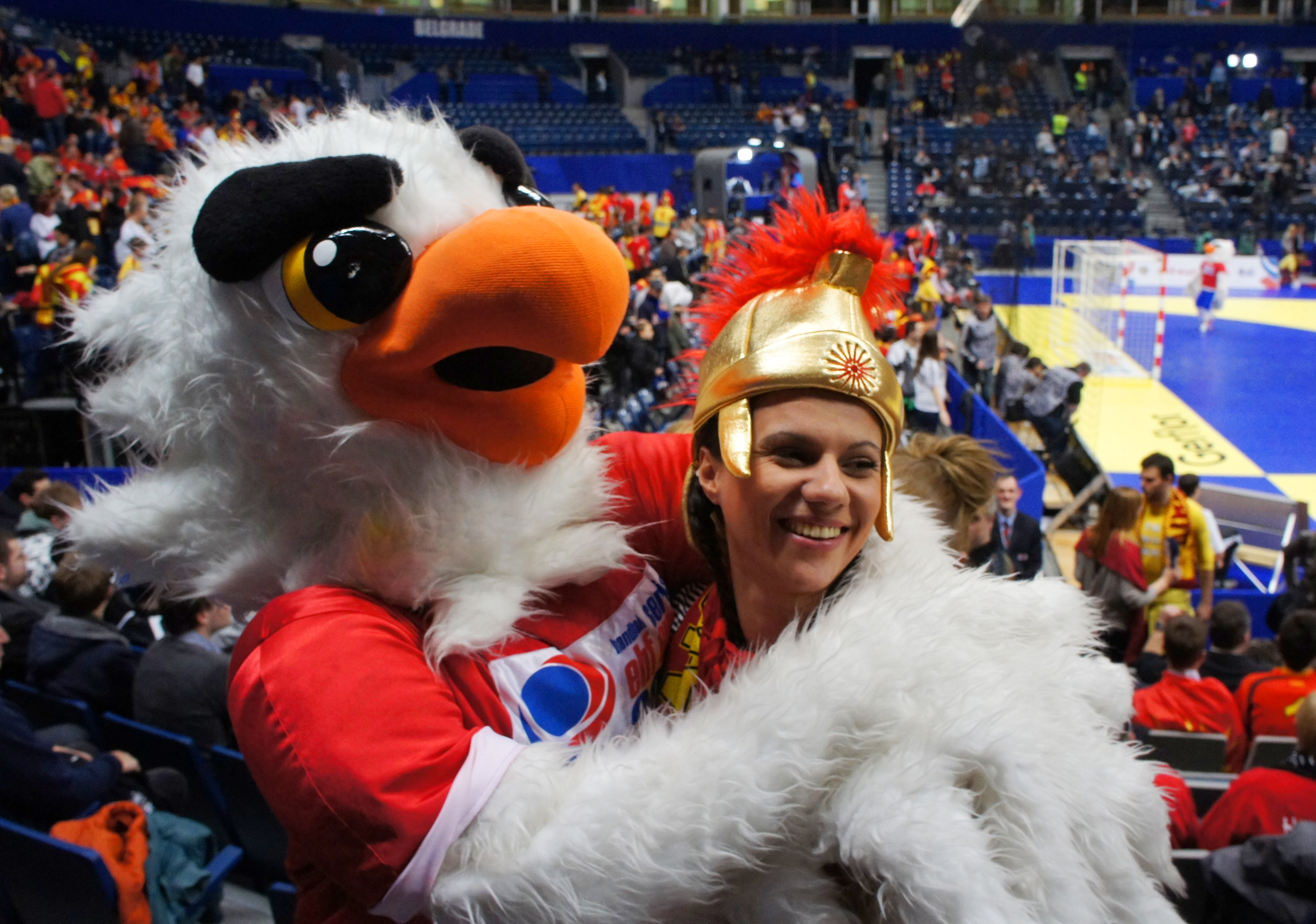
Das Maskottchen „Tasa“ der Handball-EM mit einem mazedonischen Fan.

Das Maskottchen der Europameisterschaft war der Adler Tasa; ein Doppeladler ist das Wappentier Serbiens.

## Zwischenfälle
Bei der Handball-EM kam es in den Nachtstunden des 24. Januar 2012 in Novi Sad zu Überfällen von serbischen Rechtsextremisten und nationalistischen Hooligans auf kroatische Anhänger. Mit Baseballschlägern, Ziegelsteinen und Äxten lauerten Dutzende von vermummten Schlägern der Autokolonne mit kroatischen Kennzeichen auf, verprügelten kroatische Fans und demolierten deren Autos. Nach dem Vorfall eskortierte die serbische Polizei die Kroaten zur Grenze und entschuldigte sich für den Vorfall. Am 26. Januar wurden in serbischen Medien die Namen von zwölf Tätern veröffentlicht; größtenteils handelte es sich um bereits bekannte gewalttätige Fußballrowdys. Für das am 27. Januar 2012 stattgefundene Halbfinalspiel Serbien gegen Kroatien wurden laut der serbischen Zeitung Press 5000 Polizisten zur Sicherung eingesetzt, um weitere Auseinandersetzungen zu vermeiden. Um eine gesicherte An- und Abreise der kroatischen Zuschauer zu gewährleisten, schützten Polizeieinheiten auch die Strecke zwischen der kroatischen Grenze und Belgrad. Dennoch hatten einige Reiseveranstalter organisierte Reisen zum Halbfinale storniert.